# Stefanie Grauer
Stefanie Maria Grauer, ehemals Grauer-Stojanovic, (* 26. April 1969 in Tübingen) ist eine deutsche Kochbuchautorin, Bloggerin und Ernährungsberaterin mit dem Schwerpunkt Allergien und Nahrungsmittel-Unverträglichkeiten. 

## Leben
Stefanie Grauer war 1995 als Art-Direktorin beim Aufbau der digitalen Aktivitäten der ProSieben Sendergruppe beteiligt. Später wechselte sie als Creative Director zur internationalen Kreativagentur DDB, bevor sie im Jahr 2002 das Unternehmen Digital District gründete, welches 2010 vom französischen Medienkonzern Publicis Groupe gekauft wurde. Nach dem Verkauf war sie unter anderem für internationale Kreativ- und Strategieberatungen wie Publicis, Razorfish und Saatchi & Saatchi tätig. 
Nach einem schweren Allergieschock und einem längeren Krankenhausaufenthalt begann Grauer mit dem Schreiben ihres Foodblogs KochTrotz, um für sich und andere Betroffene mit Nahrungsmittelallergien, Unverträglichkeiten und Intoleranzen eine Anlaufstelle für verträgliche Rezepte, Tipps und Tricks zu schaffen.
Grauer schreibt seit 2015 Kochbücher für verschiedene Verlage. 2020 gründete sie das Unternehmen Foodwunder, das auf gluten-, mais- und reisfreie Bio-Produkte spezialisiert ist.
Im Jahr 2021 wurde sie für ihr Engagement mit dem Bundesverdienstkreuz am Bande ausgezeichnet. Im Jahr 2024 veröffentlichte sie im Selbstverlag fünf Bände mit Eisrezepten unter dem Reihentitel CreamiMania für die in England produzierte Eismaschine Ninja Creami.

## Werke
- KochTrotz: Kreativ genießen trotz Einschränkungen, Intoleranzen und Allergien. Foodhacker Verlag, 2015, ISBN 978-3-00-048873-3.
- KochTrotz: Kreative, einfache, schnelle Familienküche trotz Einschränkungen, Intoleranzen und Allergien. Foodhacker Verlag, 2015, ISBN 978-3-9817720-0-5.
- KochTrotz: Genial glutenfrei Backen: Grundlagen und Lieblingsrezepte für Brote und herzhafte Backwaren. Foodhacker Verlag, 2018, ISBN 978-3-9817720-1-2.
- Seelenfutter glutenfrei. GU Verlag, Gräfe und Unzer, 2022, ISBN 978-3-8338-8571-6.